# Аташехір
Аташехир (тур. Ataşehir) — район провінції Стамбул (Туреччина), фактично місто-супутник Стамбула. Розташований в анатолійській частині Стамбула, у районі стику автодоріг O2 і O4.
У Аташехірі активно ведеться багатоповерхове житлове будівництво. Поточні плани передбачають будівництво 18 тисяч кондомініумів, розрахованих на 80 тисяч жителів з високими доходами. Крім того, в Аташехирі розташовані офіси багатьох компаній, і місто являє собою діловий центр. У місті також є можливості для відпочинку, зокрема, занять спортом.
У Аташехирі немає індивідуальних будинків, і їх будівництво не планується.
Район побудований за єдиним планом. Головною віссю міста є бульвар, Аташехір Бульвари. У Аташехірі є п'ять шкіл, два торгових центри, а також велика кількість різних обслуговуючих підприємств. При будівництві були заплановані в достатній кількості місця для паркування автомобілів, як на підземних парковках, так і наземних. При цьому Аташехір розрахований на жителів, які мають власні машини, тому громадський транспорт в районі мало поширений.